# Bandera de Dubrovnik
Les banderes i gonfanons de Dubrovnik, abans Ragusa, portaven normalment la imatge de Sant Blai (italià Biagio, croat Vlaho), patró de la comuna des del 972. El blasó de Sant Blai fou establert el 2 de maig de 1272. Inicialment, la bandera era blanca amb el patró brodat. Aquesta mateixa bandera apareix amb fons vermell el 1667, any del terratrèmol, i amb fons blau el 1765.
El 1765 per primera vegada la bandera apareix acompanyada de les lletres S.B. (Santo Biagio) en color blau. Aquesta bandera fou abolida el 27 de desembre de 1807 pels francesos però el govern local va ignorar l'ordre i formalment va seguir utilitzant-se fins al gener del 1808 quan la república fou definitivament dissolta. La bandera fou restablerta pel govern provisional instal·lat el 1813 quan els francesos van ser assetjats pels anglesos, però va perdre oficialitat en ser ocupada pels austríacs el 28 de gener de 1814. Aquesta bandera s'usava a terra com a bandera de la república i a mar pels vaixells de guerra la República.
La bandera amb la paraula Libertas es documenta després del terratrèmol del 1667. Era blanca, amb l'escut blanc de vora negra i la paraula Libertas escrita en color negre.

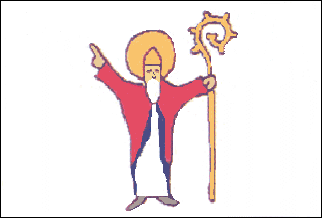
Bandera de Sant Blai representada el 1320
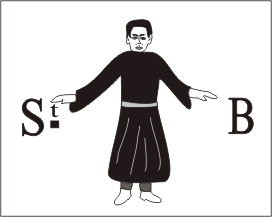
Bandera de Sant Blai representada per Stenbergen el 1862, basat en anteriors làmines
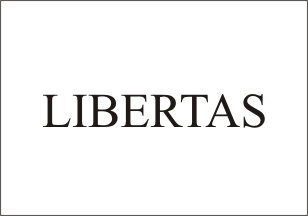
Bandera Libertas vers el 1667

Aquesta bandera apareix en els següents anys en moltes variants: la paraula Libertas en camp blanc, la paraula Libertas en blanc i vora blava pels quatre costats o només a dalt i baix, la paraula Libertas en blanc escrita en minúscules, la paraula Libertas escrita en tres parts (Li-ber-tas) sobre fons blanc o sobre fons blanc amb una banda diagonal blava, i la paraula a l'escut (coneguda també amb la paraula i tres bandes blaves a l'escut). Era complementària de la bandera de Sant Blai i fou abolida igualment el 1807. S'utilitzava a terra com a bandera civil i a mar com a pavelló comercial.

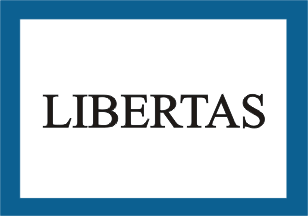
Bandera Libertas, variació
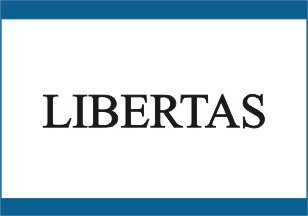
Bandera Libertas, variació
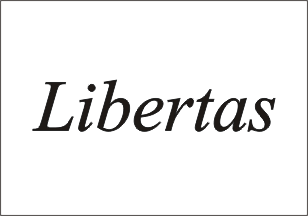
Bandera Libertas, variació
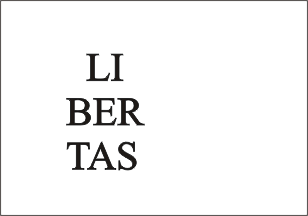
Bandera Libertas, variació
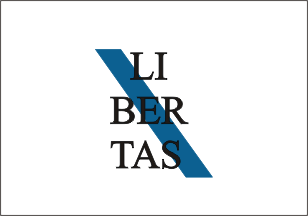
Bandera Libertas, variació
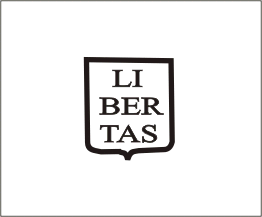
Bandera Libertas, variació

Als darrers anys del segle xvii apareix una bandera secundària, blanca amb l'escut, que va desaparèixer el 1807. aquesta bandera assenyalava que un oficial de la república era dalt al vaixell que la portava. Per qüestions de visibilitat l'escut se situava lleugerament més proper a l'asta. Aquesta bandera es feia servir abans com bandera de proa i l'escut era vermell i blau o bé blau i vermell, i està atestada des del 1627, si bé l'escut era anterior. Al segle xvii a l'escut es va afegir corona. Un segon escut de tres franges blaves en camp de plata i el lema Libertas en negre, i la corona antiga, també es documenta durant el segle xvii i d'ell deriva una de les banderes ja esmentades, l'ús concret de la qual no és conegut.

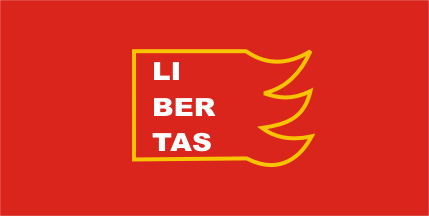
Bandera de Dubrovnik vers 1970-1990

La ciutat de Ragusa no va tornar a tenir bandera oficial durant les dominacions austríaca i del regne de Iugoslàvia, fins que als anys setanta, a una data no coneguda, se'n va adoptar una vermella, portant inclosa una bandera triforcada vermella de vora groga i la paraula Libertas en color blanc.
Aquesta bandera va estar en ús fins al 1990. A partir d'aquest any l'antiga bandera fou de fet utilitzada, fins que el disseny oficial va ser establert al tomb del 1995. Vers el 2000 es va adoptar una bandera civil i es va deixar la bandera de Sant Blai com a bandera cerimonial.

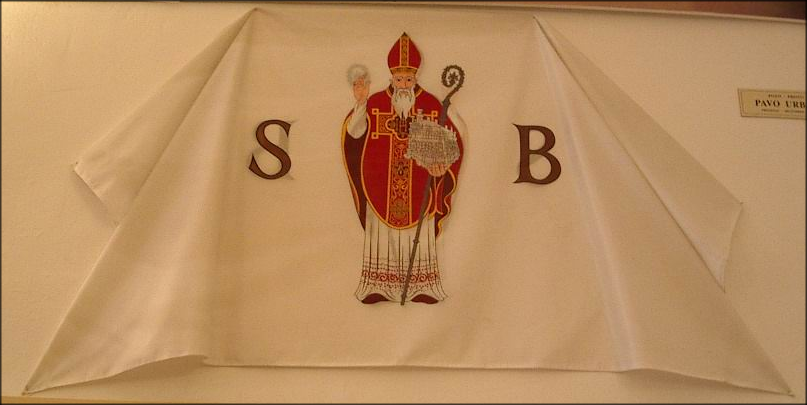
Bandera cerimonial de Dubrovnik adoptada vers el 1995
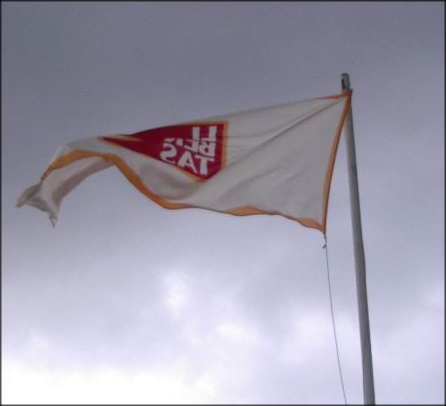
Bandera civil de Dubrovnik onejant a les muralles
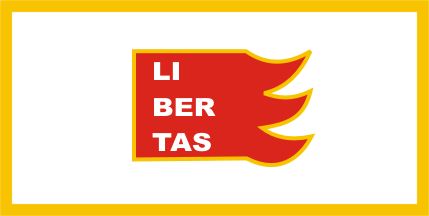
Bandera civil de Dubrovnik adoptada vers el 2000
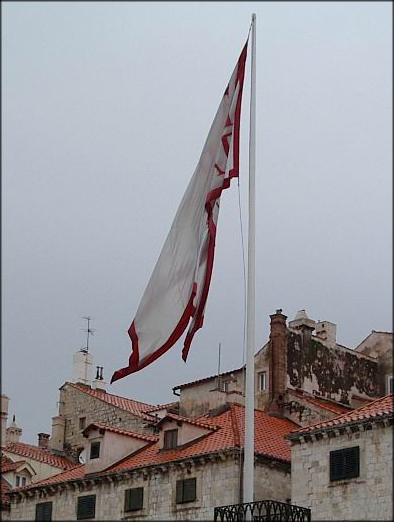
Suposada Bandera de la República de Ragusa que oneja permanentment a la Placa de Dubrovnik
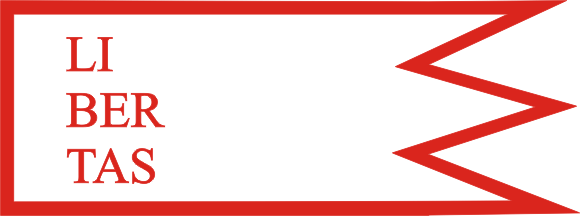
representació de la Bandera de la República de Ragusa que oneja permanentment a la Placa de Dubrovnik